# Nonaka Kenzan

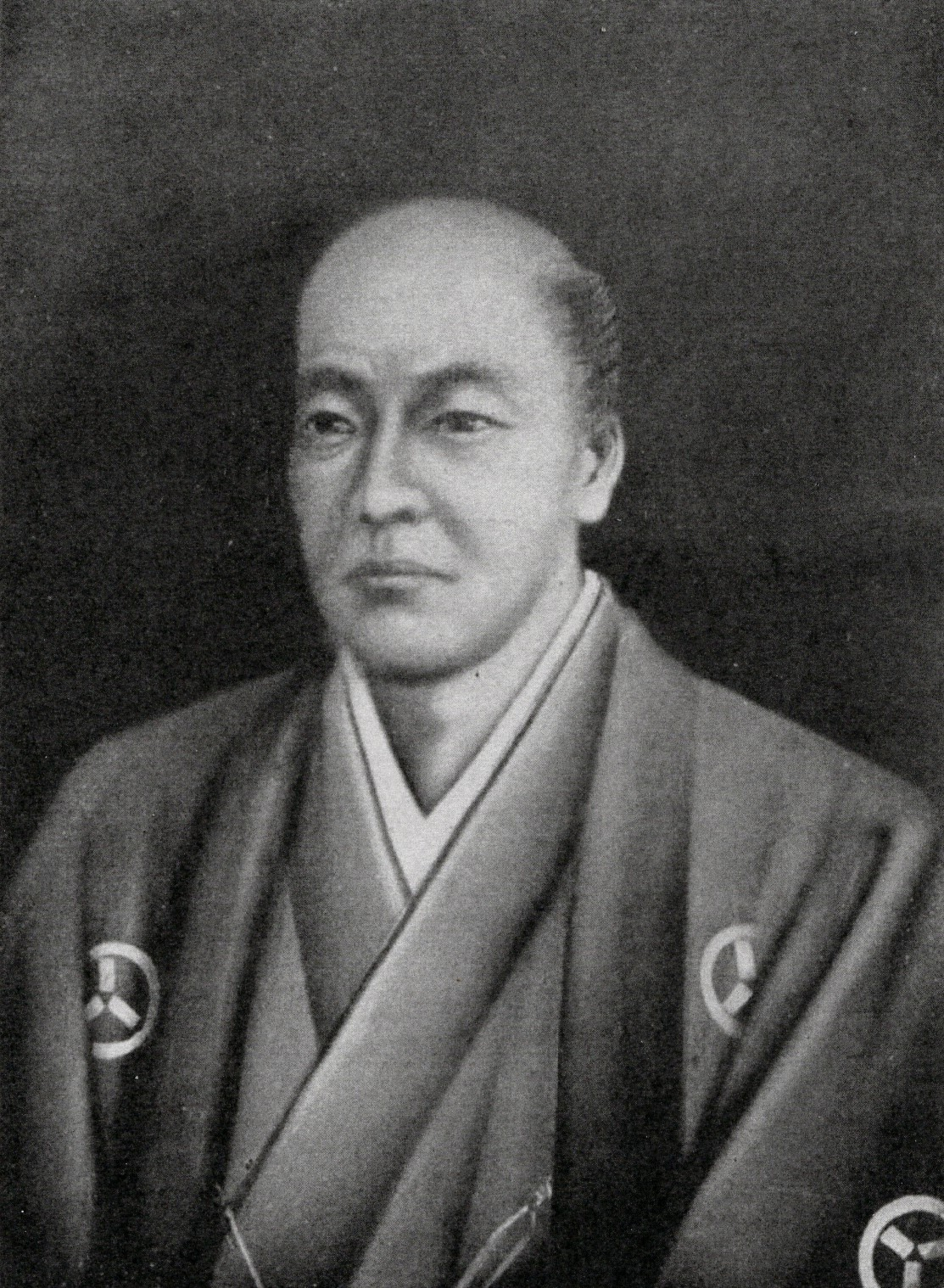
Nonaka Kenzan

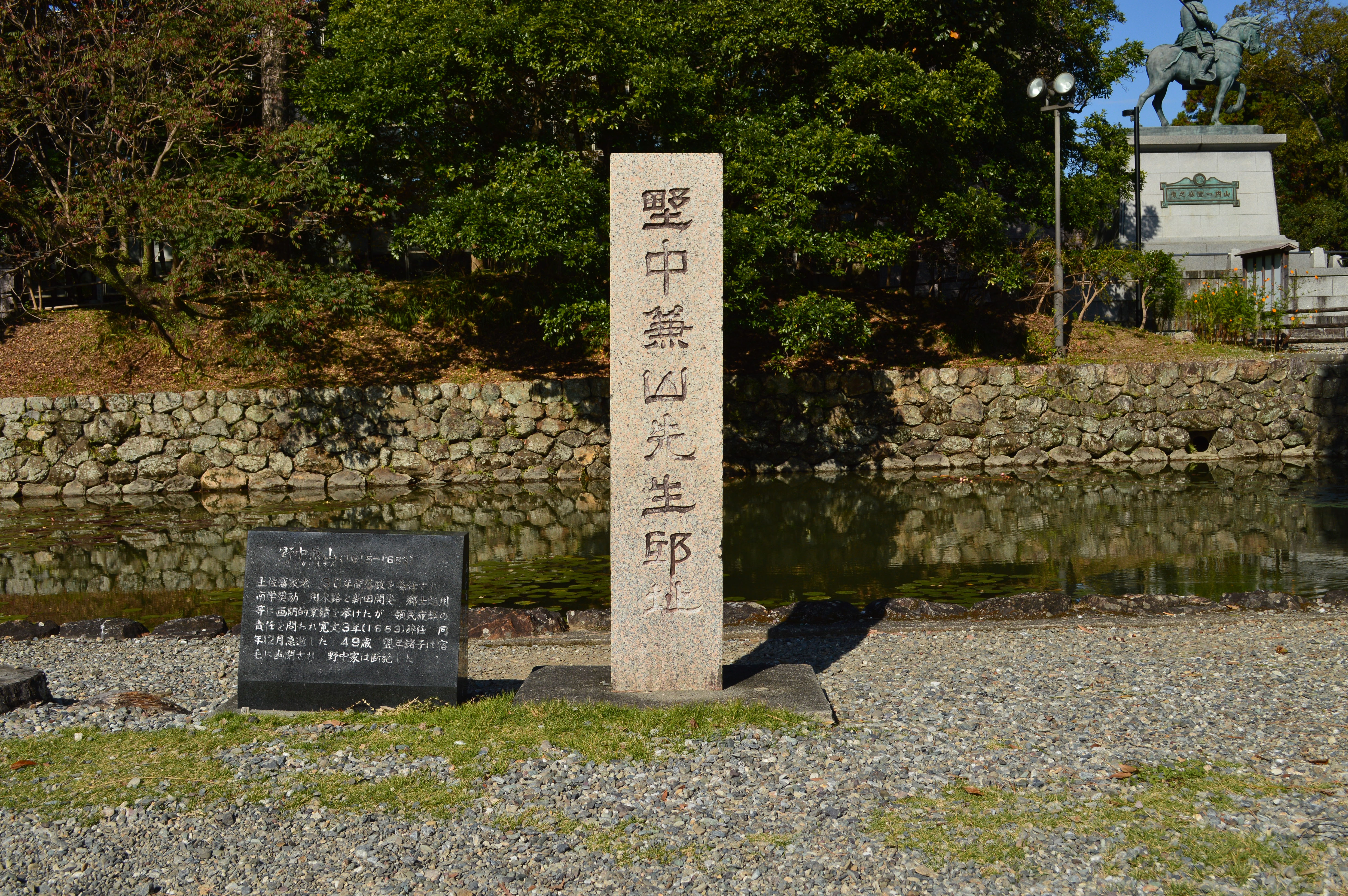
Stele am Nonakas Wohnsitz

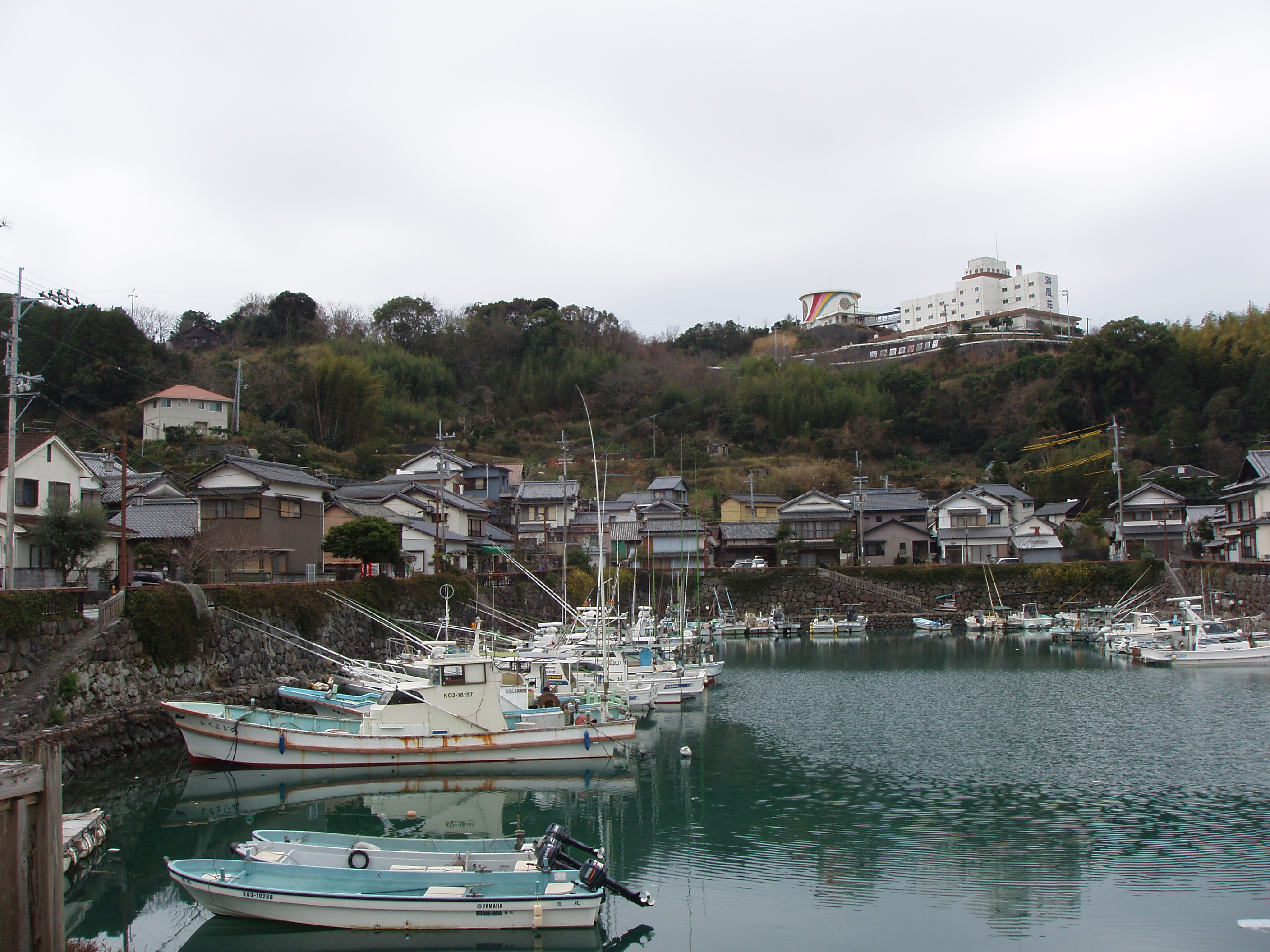
Hafen von Tei (Kōnan)

Nonaka Kenzan (japanisch 野中 兼山; geboren 1615 in Himeji (Provinz Harima); gestorben 18. Januar 1664 in der Provinz Tosa) war ein japanischer Administrator der Tosa-Domäne (englisch für das Tosa-han) in der frühen Edo-Zeit.

## Leben und Wirken
Nonaka Kenzan war ein Sohn von Nonaka Yoshiaki (野中 良明), seine Mutter war eine geborene Akita Man (秋田 万) und seine Großmutter war die jüngere Schwester Gohime (合姫) des Fürsten Yamanouchi Kazutoyo. Sein Vater Yoshiaki verließ die Heimat und starb als Rōnin 1618. Der in Himeji geborene Kenzan kehrte mit seiner Mutter in die Provinz Tosa zurück. Er wurde von Nonaka Naotsugu (野中直継), dem Karō einer Zweigfamilie, adoptiert und heiratete Naotsugus Tochter Ichi (市). Im Jahr 1622 wurde Naotsugu zum Kommissar (奉行, Bugyō) ernannt. Nach Naotsugus Tod im Jahr 1631 wurde Kenzan Nachfolger und baute eine mächtige Verwaltung auf.
Um die „Nangaku“ weiterzuentwickeln, führte Tanijichu den Neokonfuzianismus aus Edo ein und studierte ihn bei Yamazaki Ansai und Ogura Sansei (小倉 三省; 1604–1654). Er integrierte die Nangaku als praktisches Studium in die Politik und versuchte, feudale Moral zu praktizieren. Darüber hinaus übersetzte er „Shushigo-rui“ (朱子語類) und „Shogaku“ (小学) und schrieb Bücher wie „Muroto Kōki“ (室戸港記), „Jiseiroku“ (自省録) und „Kenzan Isō“ (兼山遺草).
Kenzans größte Tat war der Bau von Bewässerungskanälen und die Erschließung neuer Reisfelder. Er veranlasste den Bau des Yamada-Wehrs (山田堰, Yamada-seki) am Fluss Monobe (物部川), des Hata-Wehrs (八田堰) und des Kamata-Wehrs (鎌田堰) am Niyodo (仁淀川). Es entstanden viele Brunnen, um Kachō (香長), Gonan (吾南), Takaoka (高岡) und andere Ebenen zu bewässern. Für die Erschließung neuer Reisfelder wurden die Nachkommen von Ichiryō Gusoku (一領 具足), einem Gefolgsmann des Chōsokabe-Clans (長宗我部) zum lokalen Samurai (郷士, Goshi) ernannt, um Unzufriedenheit zu lindern und eine Rolle bei der Stärkung der militärischen Macht zu übernehmen.
Darüber hinaus stellte Kenzan seine Fähigkeiten in der Förderung neuer Industrien und des Hafenbaus unter Beweis. Weiter erließ er die „Motoyama-Verordnung“ (本山掟), die „Hirose’ura-Verordnung“ (弘瀬浦掟), die „Kunijū-Verordnung“ (国中掟) und andere Verordnungen, um diese Gebiete zu kontrollieren. Darüber hinaus waren die Uwajima-Domäne (宇和島藩) sowie Okinoshima (沖島) – heute Stadtteil von Sukumo – und Sasayama (篠山) in Grenzstreitigkeiten verwickelt. Für das Geld für Streitigkeiten und für die allgemeine Entwicklung stützte man sich auf das Monopol für Papier, Tee, Lack usw.
Kenzan wurde schließlich von politischen Gegnern wie Harami Ishitanomo (孕 石頼母; 1628–1701) und Fukao Dewa (深尾 出羽) angeklagt und musste 1633 sein Amt als Kommissar aufgeben. Darüber hinaus wurden die meisten neuen Verordnungen abgeschafft, was als „Kambun no Kaitai“ (寛文の改替) in die Geschichte eingegangen ist. Am 18. Januar des folgenden Jahres starb er plötzlich in Nakano (中野) – heute Teil von Tosa-Yamada (土佐山田町). Der Familie Nonaka verlor ihren Status und wurde nach Sukumo (宿毛) im Landkreis Hata (幡多郡) verbannt.
Kenzans Grab, erbaut von seiner Tochter En (婉; 1660–1726), befindet sich auf dem Berg Ushioe (潮江山) in der Stadt Kōchi. Später wurde der Kenzan-Schrein auf dem Berg Godai (五台山) errichtet. Im Kizenzan-Park (帰全山公園) von Motoyama (本山町) erinnert eine Statue an Nonaka Kenzan.